# Tropidasteridae
Tropidasteridae foi uma família de Equinodermos do Jurássico Inferior.